# ۸۳۳۱ داوکینز
سیارک ۸۳۳۱ (به انگلیسی: 8331 Dawkins، نامگذاری:1982KK1) هشت هزار و سیصد و سی و یکمین سیارک کشف شده‌است که در ۲۷ مه ۱۹۸۲ کشف شد.
قدر مطلق سیارک برابر ۱۳٫۷۰ است.